# Испания на «Евровидении-2013»
Испания принимала участие в конкурсе песни Евровидение 2013, который состоялся в Швеции, в городе Мальмё. Представитель выбран испанским телеканалом RTVE внутренним отбором, а композиция выбрана через национальный отборочный конкурс. Представит Испанию поп-рок группа El Sueño de Morfeo с песней «Contigo hasta el final».

## Национальный отбор
El Sueño de Morfeo выбраны из трёх кандидатов в телевизионном национальном финале, который состоялся 26 февраля 2013 года в Сан-Кугат-дель-Вальес, Барселона.
| Номер | Исполнитель        | Песня                  | Место | Баллы |
| ----- | ------------------ | ---------------------- | ----- | ----- |
| 1     | El Sueño de Morfeo | Dame tu voz            | 3     | 48    |
| 2     | El Sueño de Morfeo | Atrévete               | 2     | 60    |
| 3     | El Sueño de Morfeo | Contigo hasta el final | 1     | 72    |

Песня Contigo hasta el final была выбрана через Интернет-голосование, где две песни соревновались за место в финале. Онлайн-голосование проходило с 5 февраля по 11 февраля. Пользователи получили возможность отдать лишь один голос. В финале эта песня победила решением телеголосования и голосования жюри. В состав профессионального жюри входили Хосе Мария Иниго (журналист, испанский комментатор на конкурсе песни "Евровидение"), Роза Лопез (певица, испанский представитель на "Евровидении" в 2002 году) и Марко Менгони (певец, итальянский представитель на "Евровидении" в 2013 году).

## На конкурсе Евровидение
Как член "Большой Пятерки", Испания автоматически попадает финал, который состоится 18 Мая 2013 года. В дополнении к участию в финале, Испании было поручено голосовать во втором полуфинале, который состоялся 16 Мая 2013 года.